# Calliphoridae
Calliphoridae este o familie de insecte care fac parte din ordinul Diptera. 
Numele dipterelor din familia Calliphoridae derivă din cuvintele grecești kallos - frumusețe și phoros - purtător, indicând frumusețea tegumentului lor colorat în culori din jumătatea spectrală cu lungimi de undă mai scurte, cu nuanțe și luciri metalice, strălucind în mod deosebit în bătaia razelor de soare. Ele fac parte dintre cele mai familiare insecte, însoțind animalele și afectând omul încă de la începuturile evoluției sale, atât prin compania lor supărătoare, cât și prin diferite acțiuni exercitate de larvele lor asupra alimentelor și chiar asupra corpului omenesc. În limbajul popular sunt denumite muște verzi și muște albastre.
Agresivitatea și pericolul pe care ele le reprezintă pentru om sunt cunoscute din primele relatări ale antichității, unde sunt descrise cu toată veracitatea chinurile oribile ale victimelor, condamnate la un sfârșit îngrozitor. Le descoperim în tabloul homerian al luptătorilor greci, căzuți pe câmpurile de luptă ale Troiei. Le identificăm și în verminele aducătoare de moarte ale lui Acast, ale poetului liric Alcman (sec. VII î.e.), ale filozofului Ferecide (sec. VI î.e.) - maestrul lui Pitagora, ale filozofului Speusip (sec. IV î.e.) - discipolul lui Platon, ale mamei regelui Arcesilau, ale lui Casandru - fiul lui Antipater și uzurpatorul tronului Macedoniei, ale regelui Antioh sau ale dictatorului Lucius Cornelius Sylla ș.a.
În afară de această capacitate de a determina afecțiuni grave la om și animale sălbatice sau domestice (miaze), studiul bionomic al Calliphoridelor mai relevă numeroase aspecte deosebit de importante în legătură fie cu sinantropia lor, fie cu raporturile lor biologice din natură. Dintre ele, coprofilia, comunicativitatea sau capacitatea de a transmite o serie de agenți patogeni, posibilitatea de a fi utilizate în tratamentul unor boli, parazitismul și în special ornitofilia, precum și rolul activ pe care îl joacă o serie de specii în stârpirea multor insecte dăunătoare și, deci, virtualitatea de a fi folosite în biocombaterea lor, sunt principalele care subliniază însemnătatea acestui grup de diptere din punct de vedere medical și economic. Din această cauză interesul pentru cunoașterea lor este astăzi foarte mare, mai ales în acele regiuni ale planetei noastre unde condițiile social-economice și cele igienico-sanitare favorizează acutizarea caracterelor lor nocive.
Dipterele albastre și verzi de gunoaie, de carne, de cadavre, precum și acțiunile lor miazigene, au fost probabil cunoscute din timpurile preistoriei umane ; dar cunoașterea științifică a familiei Calliphoridae își are originea în anul 1758, odată cu fundamentarea taxonomiei practice și a nomenclaturii binare de către autorul operei Systema Naturae. De atunci și până în zilele noastre evoluția ei este legată de mijloacele de investigație tot mai perfecționate, putându-se demarca trei perioade principale : prima - de la Carolus Linnaeus (1758) și până la Robineau-Desvoidy (1863), când se utilizează un număr restrâns de caractere (aripile, pisele bucale, picioarele, pigmentația), atribuindu-li-se o importanță exagerată, dar fără a fi studiate în amănunt ; a doua - începe cu Mik (1878) și se termină cu Villeneuve (1914), când se întrebuințează mai ales caracterele chetotaxice, fără a se neglija și celelalte caractere somatice ; a treia - cea modernă, când se operează cu cele mai stabile caractere, printre care cele ale genitaliei, ale stadiilor larvare sau cele ecologice ș.a.
Începutul examinării organelor de reproducere poate fi stabilit în secolul al XVII-lea, când Swammerdam - probabil primul - a descris și ilustrat structurile sexuale interne la diptere în lucrarea Biblia Naturae, apărută în 1737, adică 57 de ani după moartea sa. La familia Calliphoridae, organele de reproducere încep să fie cunoscute prin studiile lui Siebold (1838) asupra lui Calliphora și Onesia, apoi prin cele ale lui Lowne (1890-1895), care introduce o terminologie pațial acceptată și astăzi, precum și cele ale lui Bruel (1898) asupra lui Calliphora. Cercetând în mod extensiv genitaliile mascule la caliptratele palearctice, Pandellé (1894-1896) recunoaște și scoate în evidență importanța lor pentru delimitarea precisă a speciilor. Ulterior Townsend (1908, 1911, 1914), abordând aparatul genital femel, aduce o serie de contribuții semnificative și relevă valoarea taxonomică a acestuia. Concluziile lor au fost însușite și confirmate de cei mai mari dipterologi, dintre care cităm pe Villeneuve (1902), Du Roselle (1904), Lahille (1907), Böttcher (1912-1913), Parker (1914), Aldrich (1916), Mueller (1922-1924), Rohdendorf (1926-1963), Séguy (1928-1941), Patton (1932-1939), Senior-White, Auberin & Smart (1941), Hall (1948), Peris, Zumpt, Peus, Grunin, Gregor & Povolny, Čepelak, Hori, Kano, Shinonaga și mulți alți contemporani.
În România, poporul cunoaște de multă vreme principalele calliphoride sinantrope. El le poate diferenția într-o oarecare măsură și știe multe din trăsăturile lor biologice. Aceste fapte apar în mod evident din numirile date unor grupe de specii în diferite regiuni. Așa de exemplu, pentru Calliphora au fost atribuite următoarele nume: musca albastră, musca mare, musca de carne sau gâza de carne, musca hoiturilor, musca stârvurilor, iar pentru cele mai frecvente Luciliini: musca verde, musca de gunoi și musca de baligă. De asemenea, observându-se obiceiurile legate de depunerea larvelor pe carne sau pe rănile vitelor, el le-a desemnat ponta sau depoziția cel mai adesea prin numele de mușiță.
În literatura noastră științifică, prima mențiune asupra acestei familii este făcută de G. Mayr în 1853, care publică pentru Transilvania numai specia Lucilia caesar. De-abia după 20 de ani se întreprind câteva studii faunistice mai cuprinzătoare în Transilvania și Banat și se întocmesc liste în care figurează puține specii de calliphoride. Atât în listele lui Frivaldszki (din localitățile Orșova, Mehadia și Cornereva), ale lui Herman (din Câmpia Transilvaniei) ale lui Kowarrz (de la Băile Herculane și Orșova) apărute în 1873, ale lui Mocsary (din masivul Bihor, publicate în 1875 și 1877) sau ale lui Strobl (din Orlat, Sibiu, Duș, Bucegi sau Postăvaru, 1897), Thalhammer sau Fleck (din Muntenia, 1904) sunt foarte sumare și în care se menționează doar câteva specii.
O etapă deosebită în dipterologia românească este marcată de eminentul om de știință și pedagog Prof. Dr. Petru M. Șuster, care a adus cea mai amplă contribuție la cunoașterea distribuției acestei familii în România. Ea se concretizează în 12 lucrări faunistice, publicate între anii 1926-1953 și reprezintă rodul cercetărilor sale neobosite în multe județe din Moldova, Dobrogea, Muntenia, Oltenia și Transilvania. Elevul și continuatorul cercetărilor dipterologice ale lui Petru M. Șuster, Dr. Andy Z. Lehrer a abordat pentru prima dată în țară, studiul detaliat al acestei familii pe baza armăturilor genitale mascule, ceea ce a dus la descoperirea unei serii de specii noi pentru fauna Calliphoridelor României, la extinderea arealului geografic cu noi stațiuni de colectare și la revizuiri taxonomice pentru majoritatea speciilor citate. Toate aceste aspecte s-au materializat până la urmă în monografia sa asupra familiei Calliphoridae, publicată în 1972, în seria de Faună a României.
Nu se poate trece cu vederea colectivul E. Dobreanu, A. Berteanu și A. Dumitreasa care publică o lucrare de valoare practică (1962) și nici eminentul parazitolog român N. Leon, singurul care s-a preocupat de importanța parazitologică a speciilor sarcofage din România, insistând în special asupra acțiunilor miazigene ale acestora.

## Morfologia externă
Pentru determinarea taxonilor supragenerici, generici și specifici este necesară cunoașterea corectă a caracterelor somatice “exterioare” (cum sunt numite cele generale ale corpului) și, mai ales, a celor postabdominale sau ale genitaliei mascule și femele. Acestea sunt indicate în figurile de mai jos.

### Regiunile capului la masculul de Calliphora

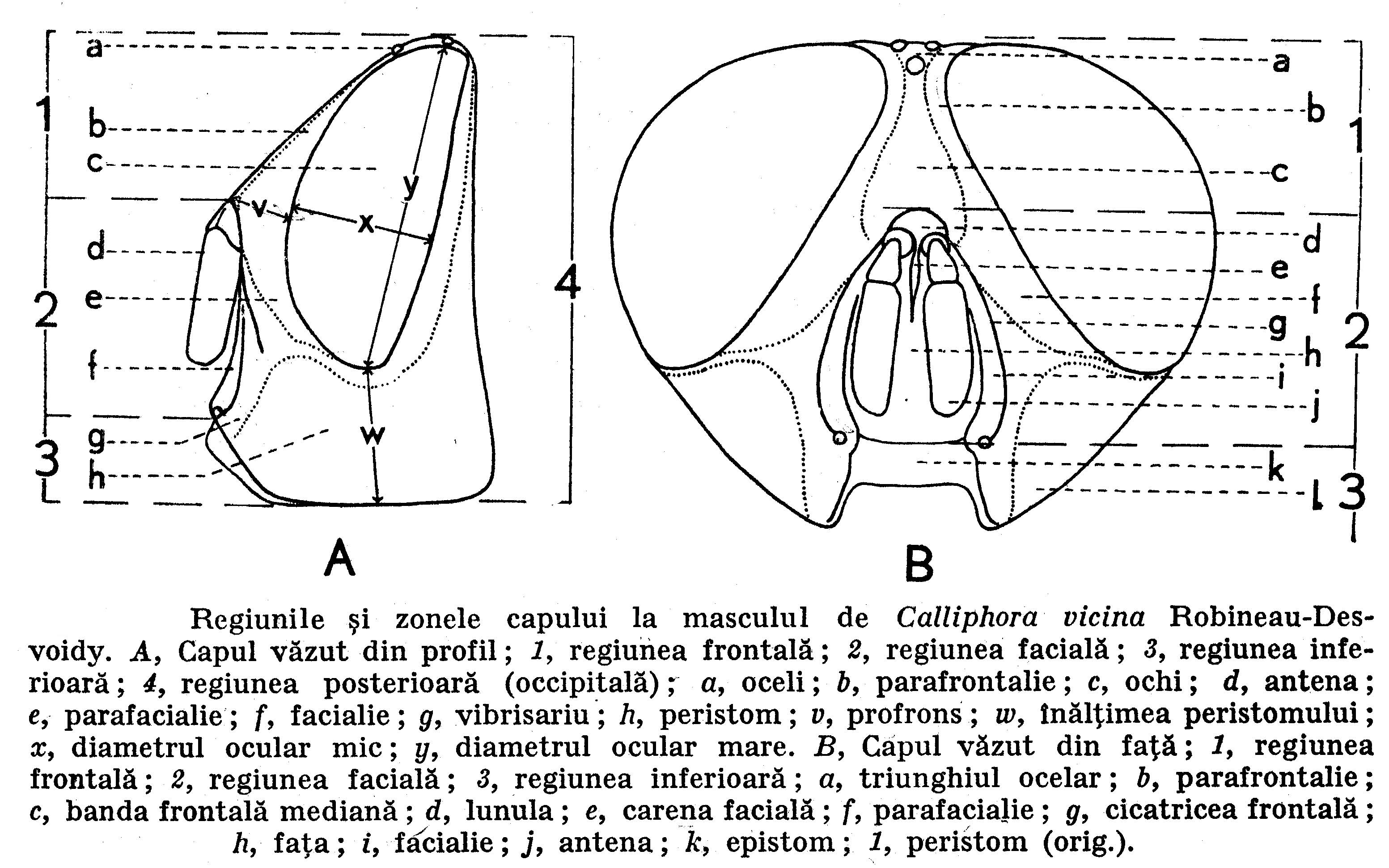
Regiunile şi zonele capului la masculul de Calliphora vicina R.D.

### Chetotaxia capului la Calliphora

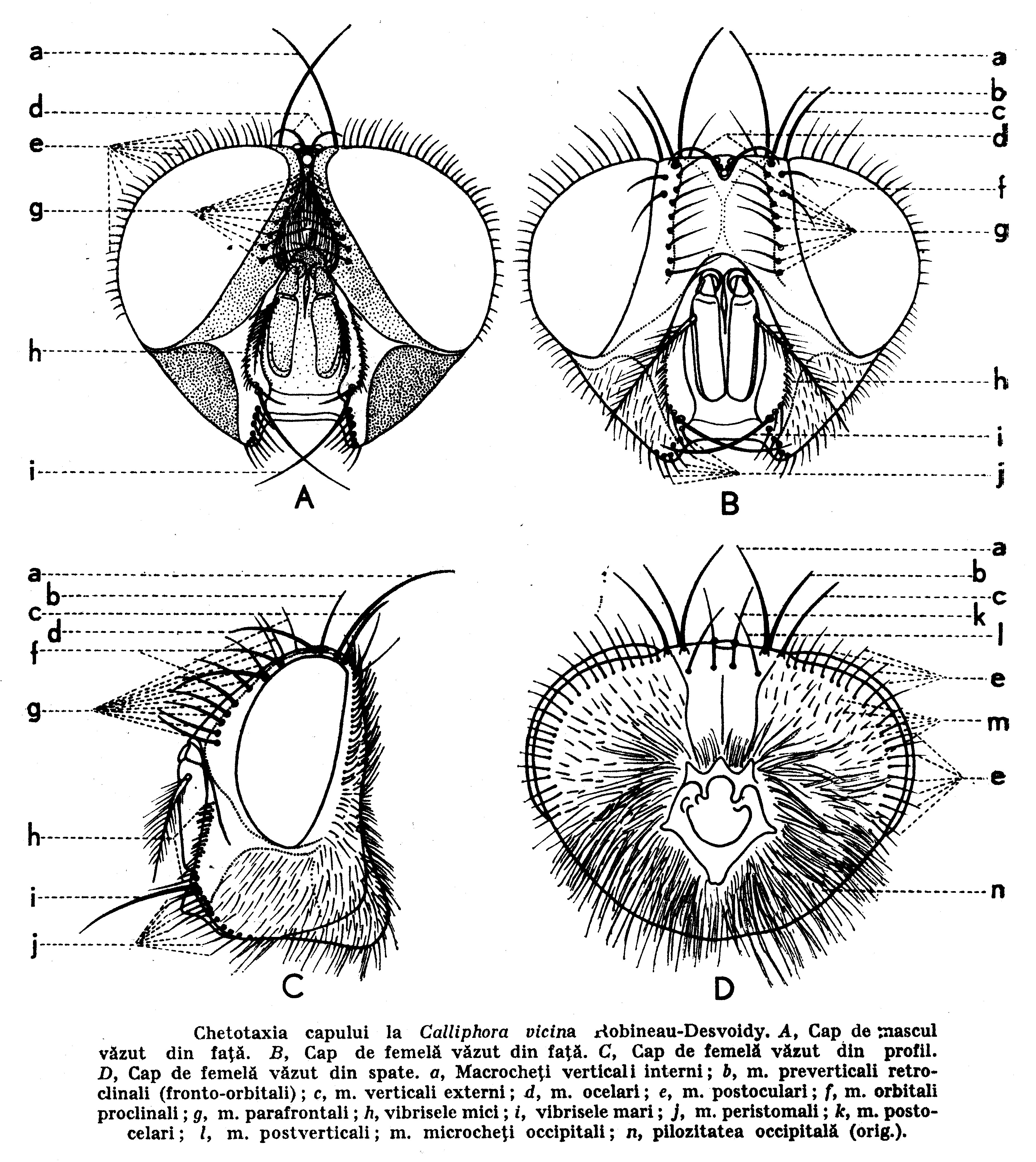
Chetotaxia capului la Calliphora vicina R.D.

### Toracele la Calliphora

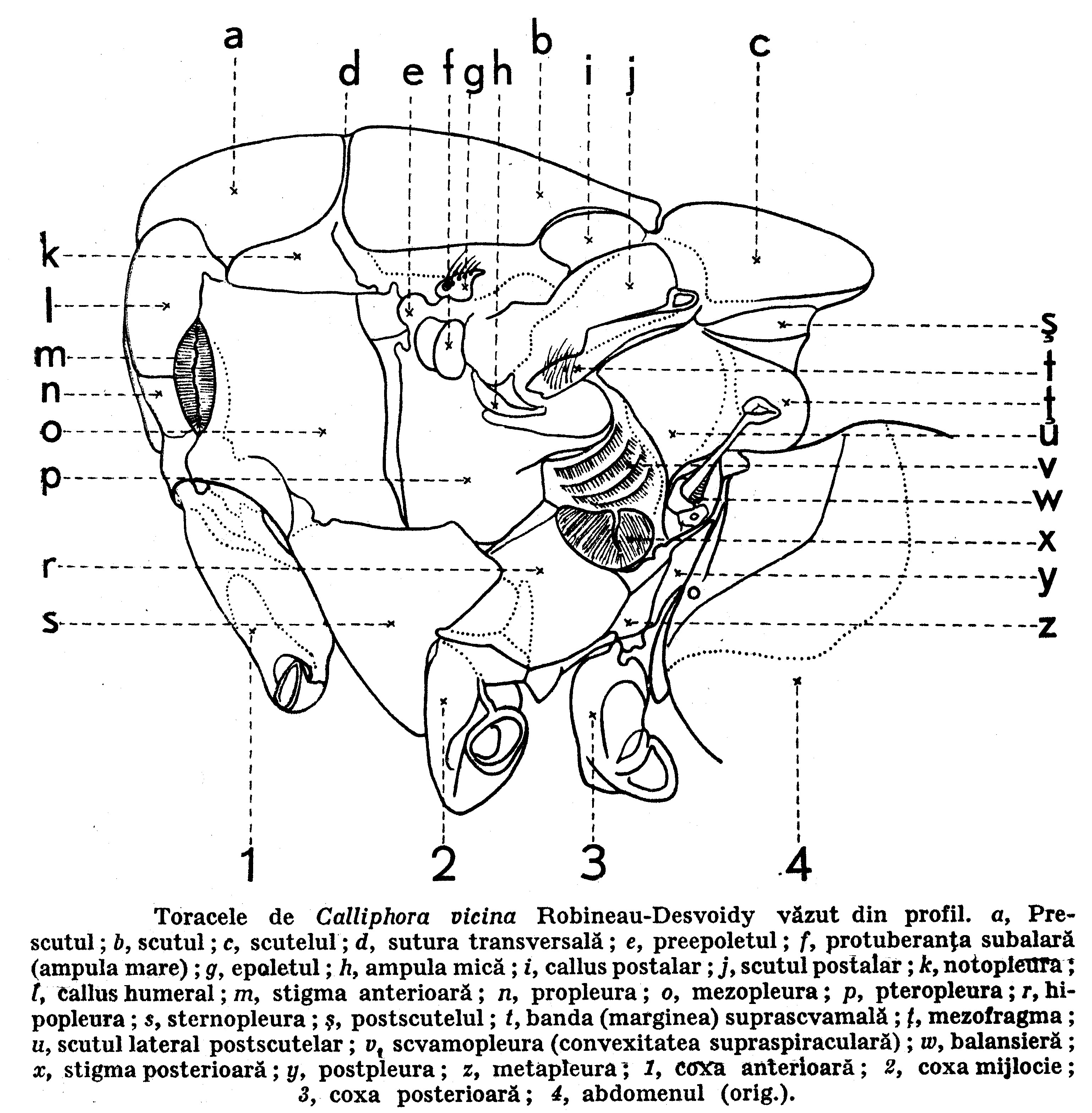
Toracele la Calliphora vicina R.D.

### Nervațiunea aripii la Calliphora

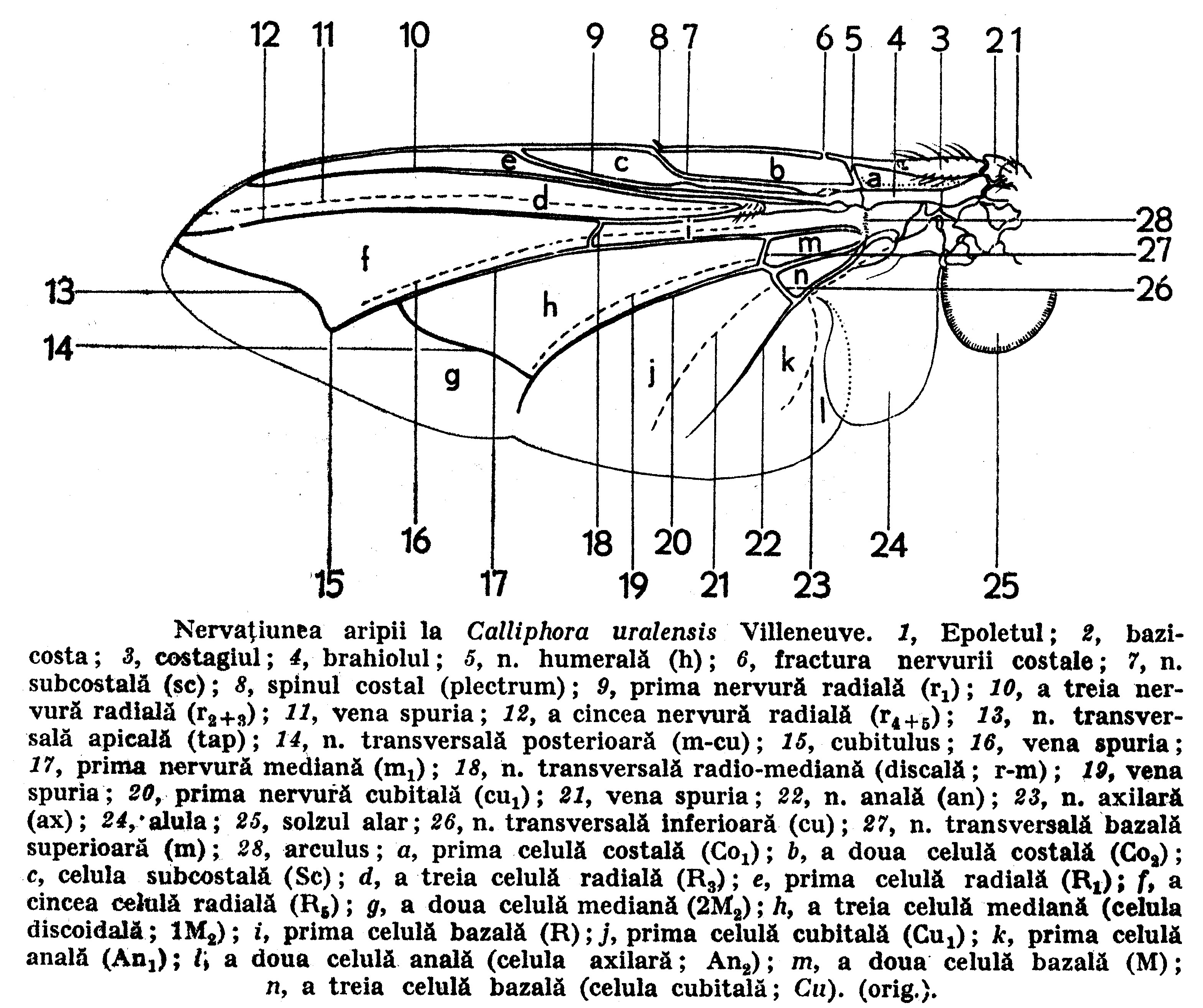
Nervaţiunea aripii la Calliphora vicina R.D.

### Abdomenul la Calliphora

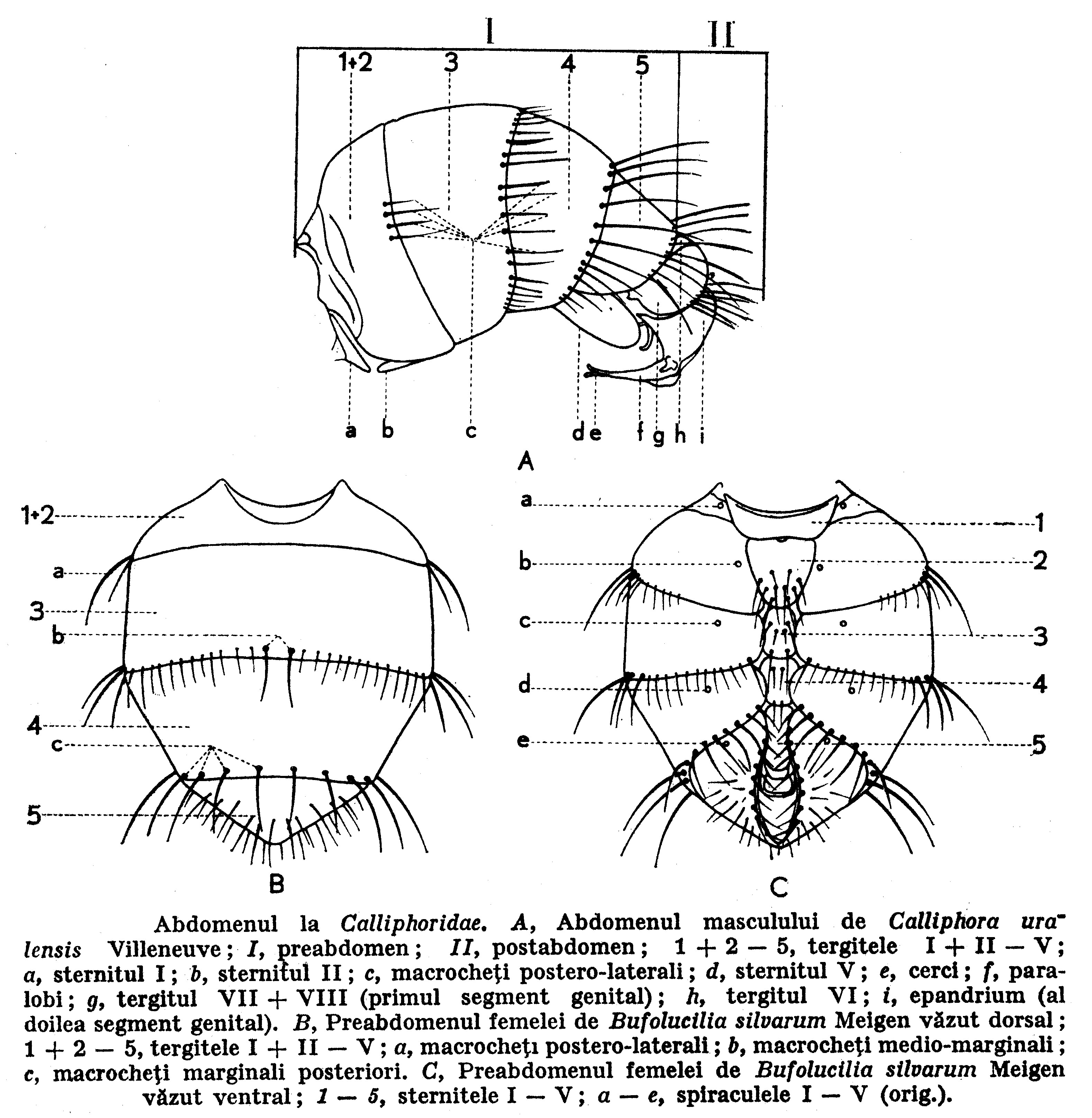
Abdomenul la Calliphora vicina R.D.

### Postabdomneul la Calliphora

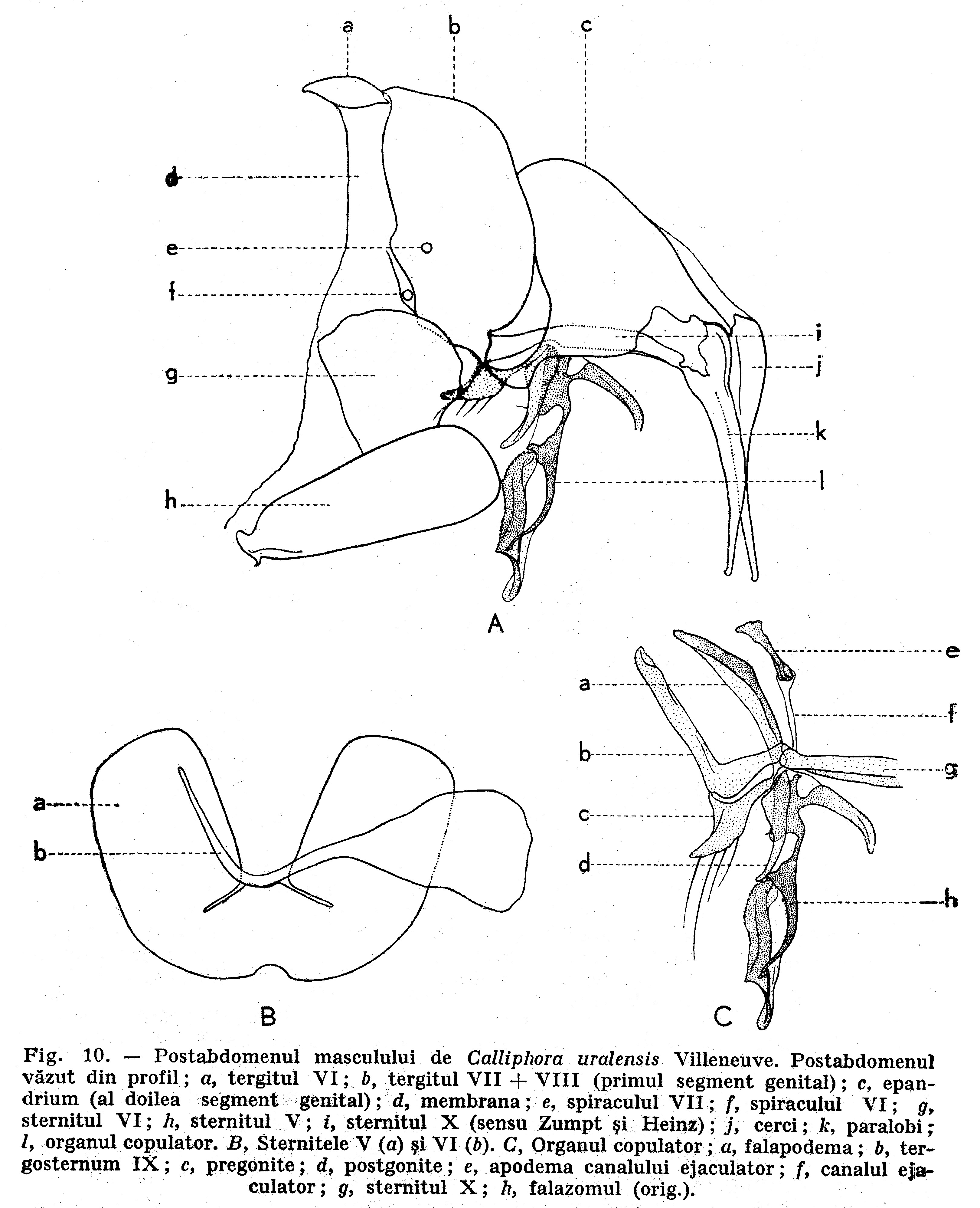
Postabdomenul la Calliphora vicina R.D.

### Structura falozomului la Calliphora

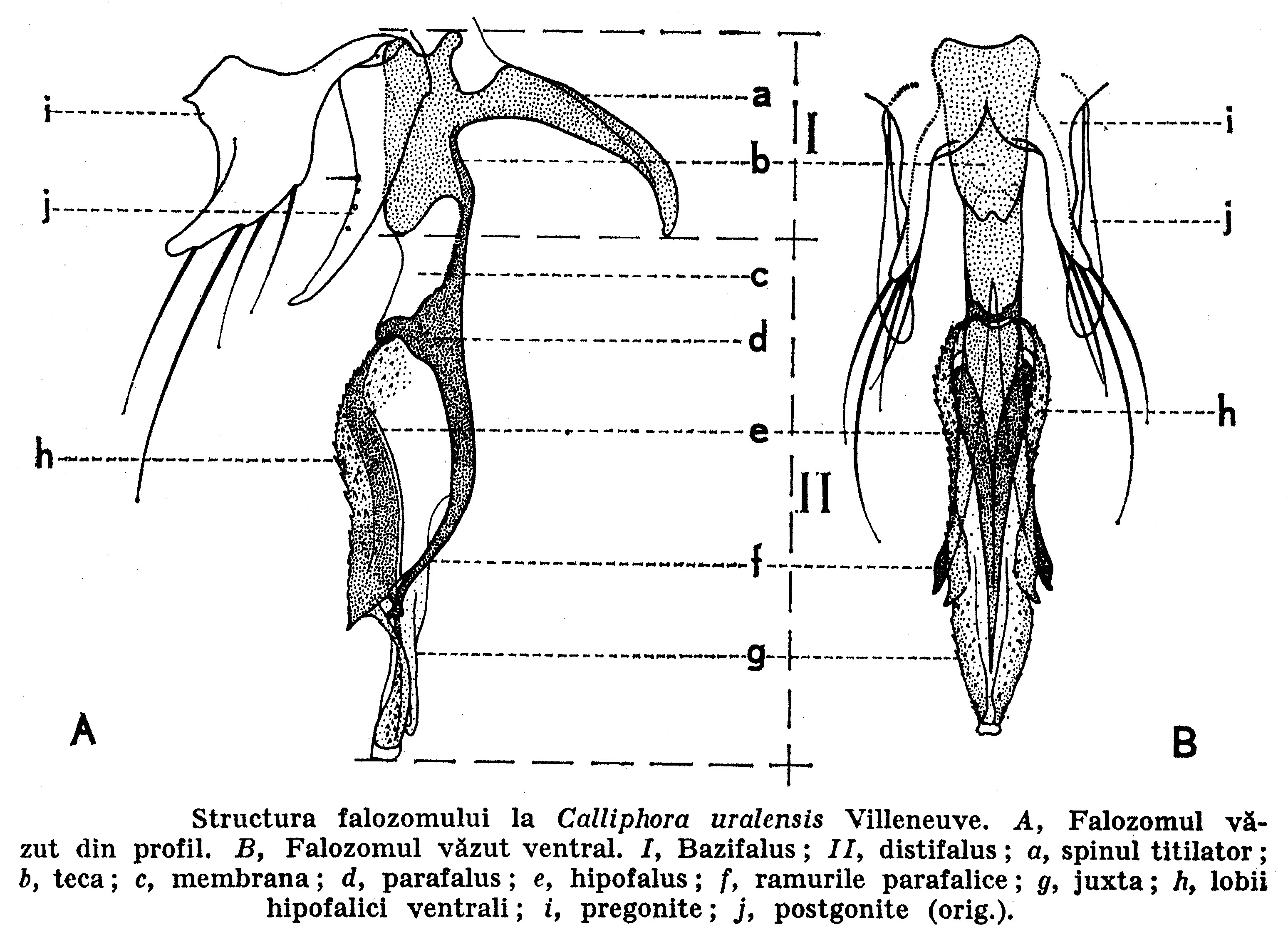
Structura falozomului la Calliphora vicina R.D.

## Biologie
Calliphoridele sunt diptere erante, antofile, saprofile și creofile, rareori coprofile și zoofile în stadiul de imago. Sub această formă numai Bengaliidele se cunosc a fi zoofage (mirmecofile și termitofile), având trompa specializată pentru dilacerarea pradei. În stadiile larvare însă ele sunt saprofage, coprofage (în lipsa altor substanțe nutritive), zoofage sau creofage, predatoare sau parazite.
Parazitismul calliphoridelor este de tip monoxen, fiind atrase de o singură gazdă definitivă, gazdele intermediare lipsind sau nefiind necesare dezvoltării larvare. Ele atacă cele mai diferite animale nevertebrate sau vertebrate, realizând toate formele de trecere de la parazitismul facultativ la cel obligatoriu și de la ectoparazitism la endoparazitism.
Printre paraziții facultativi se numără speciile saprofage sau coprofage în stadiile larvare, care incidental se dezvoltă în (sau pe) gazde vii. Ei sunt mai puțin frecvenți în cadrul acestei familii și se întâlnesc în cazurile de ornitofilie ocazională sau miaze ocazionale. Cele mai multe specii sunt recunoscute ca paraziți obligatori, având nevoie de condițiile de subzistență furnizate de anumite gazde. Aceștia pot fi la rândul lor temporari (hematofagii care își abandonează gazda după ce au absorbit cantitatea de sânge necesară), sau staționari (endoparaziții dependenți de gazdele lor pentru o perioadă mai lungă sau mai scurtă de timp). După gazdele parazitate, calliphoridele ectoparazite se grupează în : ornitofili, foleobiți, paraziți ai omului și animalelor domestice etc., iar după substratul nutritiv spoliat ei se pot împărți în : hematofagi și miazigeni. Calliphoridele endoparazite sunt și ele destul de numeroase, parazitând moluștele, râmele, insectele, vertebratele și omul.
Acțiunea parazitară a larvelor de diptere asupra țesuturilor și organelor animalelor vertebrate și omului determină o serie de fenomene disturbante în organismul acestora, desemnate sub numele de miaze. Ele au fost cunoscute încă de la primele începuturi ale antichității, iar astăzi sunt mai frecvente decât ne putem imagina, abundând în regiunile neotropicale, etiopinene, orientală și australă, acolo unde condițiile sociale și igienice au un nivel scăzut.
În România, larvele de Calliphora vomitoria au fost depistate ca provocând miaza plăgilor la pisici, câine și om (Leon, 1908). Leon amintește cazul descris de Vesescu, când au fost extrase 174 de larve ale acestei specii dintr-o ulcerație de mărimea unei mandarine situată pe bărbia unui om.

## Importanța Calliphoridelor
Datorită marii lor pululații și intensei activități de descompunere, calliphoridele sunt considerate organisme reducătoare de prim ordin, jucând un important rol pozitiv în curățirea rapidă a locurilor de materii organice, excremențiale și mai ales de cadavre. Totuși, nu trebuie uitat pericolul pe care-l reprezintă speciile ale căror grade de sinantropie sunt favorizate de condițiile social-economice și sanitare ale unor regiuni subdezvoltate.Pe de altă parte, ele constituie fondul alimentar pentru numeroase animale insectivore. Ca adulți, ele hrănesc familii întregi de păsări, arici, cârtițe, broaște, unele reptile, insecte și paianjeni, fiind întrebuințate și de om la pescuit. Ca larve, cultivate în instalații speciale pe carne, ficat de cal sau pe cadavrele animalelor mici, ele sunt un mijloc de hrană destul de obișnuit în crescătoriile de pești.
Cea mai mare importanță poate fi atribuită calliphoridelor entomofage, precum și acțiunilor terapeutice ale unor larve. Parazitismul larvar al multor specii, îndeosebi din subfamilia Rhiniinae, oferă perspectiva utilizării lor în combaterea biologică a dăunătorilor, iar observațiile făcute încă din secolul XVI cu privire la capacitatea pe care o au larvele din plăgi de a cicatriza foarte repede rănile ce supurează, au condus la întrebuințarea lor în chirurgie. W.S. Baer a confirmat această proprietate și la răniții din timpul primului război mondial, trăgând concluzia că larvele muștelor s-au dovedit excepțional de valoroase în tratamentul osteomielitei cronice. Experiențele lui Stewart (1934), Robinson (1935, 1937) și alții, făcute cu larvele de Lucilia caesar, Phaenicia sericata și Phormia regina, au demonstrat că ele curăță rănile de țesuturile necrozate, le digeră prin eliminarea triptazei și creează un mediu alcalin prin eliminarea de amoniac și carbonat de calciu, ceea ce împiedică dezvoltarea florei microbiene patogene, stimulează fagocitoza și grăbește regenerarea țesuturilor sănătoase. Cu toate acestea, alegerea speciei și chiar a sușei constituie un element de care trebuie să se țină seama în selecționarea factorului de vindecare, căci unele populații ale aceleași specii sunt utilizabile, în timp ce altele pot provoca grave perturbări. Din cauza inconvenientului menționat mai sus s-a recurs la întrebuințarea extractului de larve cultivate aseptic. În S.U.A. s-a extras din larvele de Phaenicia sericata un astfel de preparat, conținând diferite produse de excreție și secreție, printre care triptofan, tirozină, glicozamină și alantoină. Ultima având proprietatea de a contribui la cicatrizarea rănilor, a dat rezultate satisfăcătoare în osteomielitele cronice.

## Clasificare
Sistemul taxonomic al familiei Calliphoridae este astăzi foarte controversat, pentru că el nu a fost încă cercetat pe baza unor criterii științifice și sigure. A se lua în considerație numai caracterele somatice de culoare, de pilozitate și de chetotaxie, care prezntă o foarte mare variabilitate individuală, fără a se cerceta caracterele anatomice ale specimenelor și, mai ales, cele ale postabdomenului  lor, nu se ajunge la stabilirea unor relații de rudenie între grupele mai mici sau mai mari de specii, ci la realizarea unor entități practice de identificare fără valoare filogenetică. Cea mai mare parte din taxonii care au fost înglobați în această familie nu are descrierea și ilustrarea genitaliilor mascule, singurele caractere ce pot oferi o imagine veridică a gradului lor de rudenie și, de aceea, divergențele autorilor sunt mari.
După Zumpt (1956), pentru regiunea palearctică, Calliphoridele au următoarele subfamilii : Calliphorinae, Chrysomyiinae, Phormiinae, Rhiniinae, Cephenomyiinae și Rhynchoestrinae. Pentru fauna României, Lehrer (1972) a mai introdus subfamilia Polleniinae, care prezintă atât caractere somatice deosebite, cât și genitaliile mascule distincte.
În alte regiuni geografice au mai fost incluse diferite subfamilii, ca de exemplu Ameniinae (pentru zona austraiană) sau Fainiinae Lehrer, 2007 (pentru zona afrotropicală) și Stomorhiniinae Lehrer, 2007 (pentru zonele palearctică, afrotropicală și orientală). Unele dintre ele au fost ulterior considerate ca unități taxonomice independente (Ameniidae și Bengaliidae).
Unii cercetători cu un spirit mai conservator (Rognes), includ în familia Calliphoridae și « genul Bengalia ». Acesta a intrat în compoziția Calliphoridelor până în a doua jumătate a secolului XX, pentru că nu li s-a dat atenție suficientă caracterelor, cu totul deosebite, ale grupului. Adoptând o metodă de cercetare mai profundă a caracterelor postabdominale, Lehrer (1970) a reușit să stabilească că « genul Bengalia » este de fapt o subfamilie. Mai târziu (2003) el a dovedit prin argumente de morfologie comparată a scleritelor abdominale mascule, corelate cu caracterele particulare ale trompei, colorația somatică, morfologia insolită a aparatului genital și ecologia sa, că el reprezintă o familie distinctă, monofiletică, Bengaliidae, ce nu mai poate coexista cu dipterele Calliphoridae s. str.
Ba mai mult, alți taxonomiști (ca de exemplu Knut Rognes) s-au încăpăținat să rămână pe o poziție sistematică învechită, negând faptele de laborator cu privire la existența unor particularități distincte ale familiei Bengaliidae, negând realitatea unor specii valide și fundamentate nu numai pe baza  caracterelor obișnuite, ci mai ales pe cele ale genitaliei mascule și utilizând o metodă contrară spiritului de ordine filogenetică a taxonomiei, prin introducerea unor entități taxonomice cu totul străine. Astfel, el a introdus, pe baza unei teorii false și a unor observații imaginare referitoare la structurile genitale (Lehrer, 2007, 10 :8-12) genul Eurychaeta Brauer & Bergenstamm [nefuncțională]
, care face parte din familia Sarcophagidae, ca un element component al Calliphoridelor.
De asemenea, Rognes este singurul care mai folosește metodele de determinare a speciilor ale autorilor de la începutul  secolului XX, considerând primordiale caracterele cromatice și chetotaxice, fără a da atenție diversității sau similitudinii genitaliilor lor mascule. Din această cauză el nu a reușit nici până astăzi, deși marea majoritate a cercetătorilor a abandonat metodele « clasice », să înțeleagă valoarea diferențelor anatomice ale falozomului dintre genul Pollenia Robineau-Desvoidy și Nitellia Robineau-Desvoidy, precum și variabilitatea tipurilor de structură ale genitaliei ca factor de diferențiere taxonomică. Consecința acestui mod de lucru este crearea unor taxoni specifici lipsiți de validitate și desconsiderați de specialiști  Arhivat în 19 decembrie 2008, la Wayback Machine.

### Lista genurilor
- Abago Grunin 1966
- Acronesia Hall 1948
- Adichosina Villeneuve 1934
- Aldrichina Townsend 1934
- Alikangiella Villeneuve 1927
- Angioneura Brauer & Bergenstamm 1893
- Anthracomya Rondani 1856
- Anthracomyia Malloch 1927
- Aphyssura Hardy 1940
- Auchmeromyia Brauer & Bergenstamm 1891  Arhivat în 19 decembrie 2008, la Wayback Machine.
- Bellardia Robineau-Desvoidy 1863
- Bequaertiana Curran 1929
- Blepharicnema Macquart 1843
- Booponus Aldrich 1923
- Borbororhina Townsend 1917
- Boreellus Aldrich & Shannon 1923
- Britea Curran 1927
- Bufolucilia Townsend 1919
- Bushrhina Lehrer 2007
- Caiusa Surcouf 1919
- Calliphora Robineau-Desvoidy 1830
- Catapicephala Macquart 1851
- Cephenomyia Latreille 1818
- Ceylnomyia Fan 1965
- Chlororhina Townsend 1917
- Chrysomyia Robineau-Desvoidy 1830
- Chloroprocta Wulp 1896
- Cochliomyia Townsend 1915
- Compsomyiops Townsend 1918
- Cordylobia Gruenberg 1903
- Cosmina Robineau-Desvoidy 1830
- Cyanus Hall 1948
- Cynomya Robineau-Desvoidy 1830
- Cynomyimima Rohdendorf 1924
- Dexopollenia Townsend 1917
- Diprodexia Séguy 1935
- Eggisops Rondani 1862
- Ethioporhina Lehrer 2007
- Fainia Zumpt 1958
- Gymnadichosia Villeneuve 1927
- Hemigymnochaeta Corti 1895
- Hemipyrellia Townsend 1918
- Hypopygiopsis Townsend 1916
- Idiella Brauer & Bergenstamm 1889
- Idiopsis Brauer & Bergenstamm 1889
- Isomyia Walker 1860
- Kenya Malloch 1927
- Lomwerhina Lehrer 2007
- Lucilia Robineau-Desvoidy 1830
- Melinda ERobineau-Desvoidy 1830
- Melanodexia Williston 1893
- Melanomya Rondani 1856
- Metallea Wulp 1880
- Metalliopsis Townsend 1919
- Neocordylobia Villeneuve 1929
- Nesodexia Villeneuve 1911
- Nitellia Robineau-Desvody 1830
- Ochromelinda Villeneuve 1915
- Onesia Robineau-Desvoidy 1830
- Onesihoplisa Villeneuve 1926
- Onesiomima Rohdendorf 1962
- Pachychoeromyia Villeneuve 1920
- Paradichosia Senior-White 1923
- Pericallimyia Villeneuve 1915
- Prisiella Zumpt 1958
- Peristasisea Villeneuve 1934
- Pharyngomyia Schiner 1861
- Phormia Robineau-Desvoidy 1830
- Phormiata Grunin 1971
- Phumosia Robiineau-Desvoidy 1830
- Polleniopsis Townsend 1917
- Pollenia Robineau-Desvoidy 1830
- Pollenomyia Séguy 1935
- Protocalliphora Hough 1899
- Protophormia Townsend 1908
- Pseudonesia Villeneuve 1924
- Rhinia Robineau-Desvoidy 1830
- Rhyncomya Robineau-Desvoidy 1830
- Silbomyia Macquart 1843
- Stasisia Surcouf 1914
- Stegosoma Loew 1863
- Steringomyia Pokorny 1889
- Stomorhina Rondani 1861
- Strongyloneura Bigot 1886
- Tainanina Villeneuve 1926
- Thairhna Lehrer 2007
- Triceratopyga Rohdendorf 1931
- Trichoberia Townsend 1932
- Tricyclea Wulp 1884
- Tricycleala Villeneuve 1937
- Tricycleopsis Villeneuve 1927
- Trypocalliphora Peus 1960
- Vanemdenia Peris 1954
- Villeneuviella Austen 1914
- Zernyiella Zumpt 1956
- Zumba Peris 1957
- Xanthotryxus Aldrich 1930

După cum se poate constata, genul Bengalia a fost exclus din lista genurilor din familia Calliphoridae, deoarece - după cercetările taxonomice recente - el constituie un grup de diptere diferit din punct de vedere filogenetic și formează un ansamblu mult mai mare de diptere decât cel cunoscut până acum.
Separarea Bengaliidelor într-o familie distinctă nu este un fenomen singular, însăși familia Calliphoridae a fost izolată dintr-o foarte polifiletică familie : Tachinidae, plecând de la câteva genuri inițiale: Calliphora și Lucilia. După desprinderea famillilor Sarcophagidae, Calliphoridae, Oestridae, Hippodermidae, Ameniidae, Phasiidae etc. din Tachinidae s. lat, aceasta din urmă a devenit o superfamilie (Tachinoidea). Ulterior, unele dintre familiile menționate anterior au devenit la rândul lor - în urma cercetărilor de morfologie comparată - superfamilii deosebite : Sarcophagidea, Oestroidea etc.

## Vezi și
- Lista familiilor din ordinul Diptera